# 米爾斯滕奧河
51°08′17″N 7°56′27″E / 51.137974°N 7.9407135°E
米爾斯滕奧河（德語：Milstenau），是德國的河流，位於該國西部，處於北萊茵-威斯特法倫州，屬於比格河的支流，河道全長5.1公里，流域面積10平方公里。